# 艾特利·图特别丽泽
艾特利·圖特別麗澤（俄语：Этери Георгиевна Тутберидзе，1974年2月24日—）以前是俄罗斯花样滑冰运动员，現在是花样滑冰的教練。

## 個人生活
她的血統一半是格鲁吉亚人，四分之一俄羅斯人，四分之一亞美尼亞人。她的母親是高級工程師農業建設，她的父親曾在利哈喬夫工廠的代工和一個出租車司機。

## 開創先驅
- 她首先引進大量Tano和Rippon在跳躍當中，儘管這些動作不是他發明的，但他帶領了滑冰界大量使用此動作爭取加分。
- 她首先將幾乎所有跳躍都放到節目後半段爭取獲得10%的獎勵，此編排也帶動了滑冰界效仿。但ISU為了鼓勵難度安排的均衡，在2018-2019年賽季啟用的新規則規定從原本的表演後半段所有跳躍都有加乘，改為短曲只有後半段完成的最後一個/組跳躍，長曲最後三個/組跳躍可以獲得10%的獎勵，1.1倍分數在裁判計分表上標記為「×」。
- 她首先讓他的女學生開始練習4周跳，儘管第一次跳出4周跳的女子選手非他的學生，但她讓女子滑冰界開始走向四周跳的普及。

## 個人事業
她現在是花样滑冰的教練。現時她的學生包括：

### 成年組
- 「*」符號為準成人組選手。

| 學生                                                                         | 國家   | 項目 | 在團隊時間                      | 在團隊得獎事蹟 | 高難度技術                                                                              |
| ---------------------------------------------------------------------------- | ------ | ---- | ------------------------------- | --- | --------------------------------------------------------------------------------------- |
| 葉甫根尼婭·梅德韋傑娃                                                        | 俄羅斯 | 女單 | 2008年–2018年5月,2020年9月–現在 | - 2018冬奧賽,2018冬奧團體 - 2016世錦賽,2017世錦賽 - 2016歐錦賽,2017歐錦賽,2018歐錦賽 - 2015–16總決賽,2016–17總決賽 - 2015全俄賽,2016全俄賽,2017全俄賽 - 2014世青賽,2015世青賽 - 2013–14J總決賽, 2014–15J總決賽 - 2015J全俄賽 |                                                                                         |
| 阿麗娜·扎吉托娃                                                              | 俄羅斯 | 女單 | 2015年–現在                     | - 2018冬奧賽,2018冬奧團體 - 2019世錦賽 - 2018歐錦賽,2019歐錦賽 - 2017–18總決賽,2018–19總決賽 - 2017全俄賽,2018全俄賽 - 2017世青賽 - 2016–17J總決賽 - 2017J全俄賽                                                             |                                                                                         |
| 安娜·謝爾巴科娃                                                              | 俄羅斯 | 女單 | 2013年–現在                     | - 2022冬奧賽 - 2021世錦賽 - 2020歐錦賽,2022歐錦賽 - 2019–20總決賽 - 2019全俄賽,2020全俄賽,2021全俄賽,2022全俄賽 - 2019世青賽 - 2019J全俄賽                                                                                   | - 4 Lutz - 4 Flip - 4 Toeloop (練習中跳出)                                              |
| 索菲亞·阿卡特娃                                                              | 俄羅斯 | 女單 | 2017年–現在                     | - 2023全俄賽 - 2020J全俄賽2021J全俄賽,2022J全俄賽 | - 4 Salchow - 4 Toeloop - 3 Axel                                                        |
| 卡米拉·瓦莉娃                                                                | 俄羅斯 | 女單 | –現在                           | - 2022冬奧團體 - 2022歐錦賽 - 2021全俄賽,2022全俄賽 - 2020世青賽 - 2019–20J總決賽 - 2020J全俄賽 | - 4 Toeloop - 3 Axel - 4 Salchow                                                        |
| 達里婭·烏薩奇娃                                                              | 俄羅斯 | 女單 | –現在                           | - 2020世青賽 - 2019–20J總決賽 - 2020J全俄賽 |                                                                                         |
| 瑪婭·赫羅米克                                                                | 俄羅斯 | 女單 | 2018年–現在                     | | - 4 Salchow (國內賽跳出) - 4 Toeloop                                                    |
| 阿德莉婭·彼得羅相                                                            | 俄羅斯 | 女單 | 2019年–現在                     | | - 4 Loop (國內賽跳出) - 4 Toeloop(國內賽跳出) - 3 Axel(國內賽跳出) - 4 Flip(練習中跳出) |
| 叶夫根尼娅·塔拉索娃 / 弗拉基米尔·叶夫根耶维奇·莫洛佐夫 (與Maxim Trankov合作) | 俄羅斯 | 雙人 | 2021年4月–現在                  | - 2022冬奧賽 |                                                                                         |

### 青年組
- 索菲亞·阿卡特娃
- 阿麗莎·德沃格拉佐娃(Alisa Dvoeglazova)
- 達里亞·薩德科娃(Daria Sadkova)
- 丹尼爾·桑索諾夫
- 尼卡·埃加泽

### 少年組
- Diana Guseva

### 過去選手
- 波林娜·楚爾斯卡婭(換教練)
- 伊麗莎白·貝列斯托夫斯卡婭(換教練)
- 阿納斯塔西婭·塔拉卡諾娃(換教練)
- 達里婭·潘娜科娃(換教練)
- 謝拉菲瑪·薩哈諾維奇(因搬家而換教練)
- 尤利婭·利普尼茨卡婭(換教練)
- 戴安娜·戴維斯(艾特利·图特别丽泽的女兒，因轉為冰舞選手，所以換教練)
- 阿廖娜·卡尼舍娃(因受傷而轉為冰舞選手，而換教練)
- 伊莉莎白·圖爾辛巴耶娃(2014年因俄羅斯教練在此期間不再有權與非俄羅斯選手合作，因此離開。2018年回到艾特利團隊，2021年因長期病痛而宣布退役。)
- 阿蓮娜·科斯波娜婭(2020年7月宣布轉普魯申科組，2021年3月又轉回圖別利澤組，圖別利澤給他2個月觀察期，並在期間內陪和三點：1.找回3A；2.不可缺席練習；3.禁止使用普魯申科組的編曲。2022年3月科斯托娜婭轉到CSKA Moscow，她表示此為艾特利的建議，並非她個人要求換教練。)
- 亞歷山德拉·特魯索娃(2020年5月6日，他離開艾特利團隊，轉普魯申科組。根據Sport24的說法，由於在取消世錦賽後的幾個月中，艾特利·圖特別麗澤本人對她缺乏關注，以及她對自己在訓練小組中的總體不滿，特魯索娃選擇離開。2021年5月1日，官方宣布他回歸艾特利團隊，本人表示是因為比較習慣艾特利團隊的訓練模式。2022年10月3日，官方宣布特魯索娃再次離開艾特利團隊，換到Svetlana Sokolovskaya教練。由於特魯索娃提交轉組申請的時間已超過截止日，所以這個賽季她將依舊代表Sambo-70(艾特利團隊)，但與Svetlana Sokolovskaya教練組一起訓練及比賽。)
- 莫里西·克维捷拉什维利
- 伊利亞·斯基爾達
- Natalia Khabibulina
- Egor Rukhin
- Kamilla Gainetdinova (as a singles skater)
- Polina Shelepen
- Sergei Voronov

### 團隊合作教練
- 謝爾蓋·杜達科夫（英语：Sergei Dudakov）(團隊教練)
- 丹尼爾·格萊肯豪茲（英语：Daniil Gleikhengauz）(團隊教練兼編舞)
- 波林娜·楚爾斯卡婭(團隊教練，負責較低年齡)
- Alexey Zheleznyakov(團隊流行舞教練)

### 過去團隊合作教練
- Sergei Rozanov(換到叶甫根尼·普鲁申科團隊當教練)
- Lyudmila Borisovna Shalashova(團隊芭蕾舞教練，為丹尼爾·格萊肯豪茲的母親，於2019年8月29日去世)

## 選手離開事件
- 伊莉莎白·圖爾辛巴耶娃：2014年因俄羅斯教練在此期間不再有權與非俄羅斯選手合作，因此離開。2018年回到艾特利團隊，2021年因長期病痛而宣布退役。
- 葉甫根尼婭·梅德韋傑娃：2018年5月7日她宣布換教練到布萊恩·奧瑟，她表示換教練的原因是想換新環境，學習不同的訓練，好讓自己有所成長。而看中布萊恩·奧瑟的原因是許多世界級選手都是由這位教練一手栽培的原因。不過艾特利·圖特別麗澤在事後採訪時表示冬奧後曾傳了4則訊息給梅娃問她為何沒來練習，但她都沒有回。而在2020年9月，因新冠肺炎影響，梅娃選擇回來艾特利團隊訓練，並表示自己與布萊恩是和平離開。北京冬奧期間，她與布萊恩和Tracy碰面，是疫情以來的第一次碰面。
- 達里婭·潘娜科娃：在2018年7月，她曾經在直播透露自己與教練關係不好。幾天後他宣布換教練到Anna Tsareva。
- 阿納斯塔西婭·塔拉卡諾娃：在2018年7月，她曾經在透露無法忍受節食等和與教練關係不好。幾天後他宣布換教練到叶甫根尼·普鲁申科。
- 波林娜·楚爾斯卡婭：在2018年7月，她說自己想換新環境訓練而離開。他宣布換教練到Elena Vodorezova。而她從滑冰退役後，又回到艾特利團隊當教練，輔導較小年齡者。
- 阿廖娜·卡尼舍娃：在2018-19賽季她因練習時受傷退出許多比賽，在2019年1月29日她宣布因受傷而無法再做激烈跳躍，因此轉為冰舞選手。
- 亞歷山德拉·特魯索娃：在2020年5月，她宣布換教練到叶甫根尼·普鲁申科。外界表示她是無法忍受艾特利對不同選手不公平待遇而離開。2021年5月，特魯索娃回到艾特利團隊訓練。2022年10月，特魯索娃再次離開換教練到Svetlana Sokolovskaya。消息人士透露與艾特利團隊訓練量過重有關，特魯索娃認為這是造成她背傷惡化的原因。但也有人認為是因為她的男朋友馬克·孔德拉秋克在該教練團隊。
- 阿蓮娜·科斯波娜婭：在2020年5月，她宣布換教練到叶甫根尼·普鲁申科。艾特利表示她在2019-20賽季末提出了許多不合理的要求，像是她不想與其他選手共用場地等等，不滿團隊而離開。在2021年3月3日，外界透露阿廖娜正與艾特利團隊溝通是否能回到團隊訓練，她未承認也未否認，3月5日艾特利宣布讓她回來兩個月觀察，在期間中，她必須做到：1.每次訓練都不可缺席、2.在期間內要練出3Axel、3.禁止使用普魯申科組的編曲。2022年3月科斯托娜婭轉到CSKA Moscow，她表示此為艾特利·圖特別麗澤建議，並非她個人要求轉組。

## 爭議
高強度的訓練與不正當的訓練方式（例如節食控制身材和受傷仍保持不變的訓練）受到外界批評，也許多選手因為此訓練方式造成重傷甚至不得不退役，例如Daniil Samsonov、Adian Pitkeev和阿廖娜·卡尼舍娃，此外節食也讓許多選手患上厭食症，例如尤利婭·利普尼茨卡婭和阿納斯塔西婭·塔拉卡諾娃。此外外界發現她的高強度訓練方式讓許多選手撐不到18歲就退役了。
卡米拉·瓦莉娃在 2022 年奧運會期間的興奮劑爭議引發了新一波批評文章和花樣滑冰運動員的發聲，在蒙特利爾執教的Romain Haguenauer聲稱图特别丽泽的訓練是「辱罵性」的，甚至是「軍事訓練」，並且如果她在蒙特利爾作為教練使用這些做法，她將不會被允許。編舞Benoît Richaud也談到了這些方法的不可持續性和縮短職業生涯。
她的選手中跳躍一直有偷吃步或是不正確的問題，在Lutz和Flip中經常用錯刃或是用平刃跳躍，此外選手做點冰跳時經常使用刃在跳躍，第一這是不正確的跳躍方式，第二這會造成偷圈的嫌疑，第三此跳躍長期有可能讓背部受傷。
图特别丽泽在編舞中，經常計算拿分的最大值來編排，最著名的是把跳躍都放到曲中後半段爭取1.1倍加分，雖然沒有違規，但會造成表演編排的不和諧，因此遭外界批評。在2018-19賽季開始，已將跳躍加分編排改規則，因此現已無此問題。
未成年的卡米拉·瓦莉娃興奮劑醜聞導致外界輿論壓力龐大。2022-23賽季開始上修成年組最低年齡。

## 外部連結
- Профиль Этери Тутберидзе на сайте Центра спорта и образования «Самбо-70» （页面存档备份，存于） （俄文）
- Профиль Этери Тутберидзе в Реестре тренеров Москвы （页面存档备份，存于） （俄文）